# Chad Chenouga
Chad Chenouga (10è districte de París, 11 de maig de 1962) és un actor, director i guionista francès.

## Biografia
Chad Chenouga va ser col·locat a una casa de la DDASS després de la mort de la seva mare quan encara era un adolescent. Aquesta part de la seva vida va inspirar les pel·lícules 17, rue Bleue, estrenada el 2001, i De toutes mes forces, estrenada el 2016-2017. La segona pel·lícula, ambientada en l'època contemporània, reprèn en part l'argument de la seva obra La Niaque, que va tenir lloc fa trenta-cinc anys en una llar no mixta.
Després del batxillerat, Chad Chenouga va començar a estudiar economia abans de matricular-se al curs Florent. Esdevingut actor, ara hi fa tallers, així com a presons i domicilis.
És membre del col·lectiu 50/50 que té com a objectiu promoure la igualtat de dones i homes i la diversitat al cinema i audiovisual.
El 2018 va estar president del jurat del Festival Films Courts de Dinan.

## Teatre
- 2011 : La Niaque, dirigida per Chad Chenouga a partir de la seva obra; escenografia de Gilles Taschet; producció Théâtre Nanterre-Amandiers; amb Chad Chenouga, Stael Isaya-Wa, Romuald Brizolier

## Filmografia

### Director

#### Curtmetratges
- 1994 : Poison rouge
- 1996 : Batata
- 1998 : L'attache
- 1999 : Rue Bleue
- 2008 : Zcuse-nous
- 2011 : J'ai kidnappé Plastic Bertrand
- 2014 : L'Hachouma (la Honte)

#### Llargmetratges
- 2001 : 17, rue Bleue
- 2008 : Cash (documental codirigit amb Christine Paillard)
- 2016 : De toutes mes forces
- 2022 : Le Principal[5][6]

#### Televisió
- 2009 : La vie est à nous (sèrie de televisió), 3 episodis

### Actor

#### Cinema
- 1995 : En mai, fais ce qu'il te plaît de Pierre Grange
- 1998 : Un, deux, trois, soleil de Bertrand Blier
- 2000 : Montparnasse-Pondichéry d'Yves Robert
- 2003 : Le Bison (et sa voisine Dorine) d'Isabelle Nanty
- 2005 : Comme si de rien n'était de Pierre-Olivier Mornas
- 2007 : A Mighty Heart de Michael Winterbottom
- 2007 : Le Fils de l'épicier d'Éric Guirado
- 2015 : Dieumerci ! de Lucien Jean-Baptiste
- 2021 : Les Héroïques de Maxime Roy
- 2023 : Monsieur, le Maire de Karine Blanc i Michel Tavares
- 2023 : Première Affaire de Victoria Musiedlak

#### Televisió

##### Telefilms
- 1991 : Le Second Voyage
- 1992 : C'est mon histoire : Christian Faure
- 1998 : Avocats & Associés : Olivier
- 2001 : Sa vie à elle : Romain Goupil
- 2002 : Garonne : Claude d'Anna
- 2006 : Le Chapeau du p'tit Jésus de Didier Grousset
- 2009 : On achève bien les disc-jockeys : Orso Miret

##### Sèries de televisió
- 1990 : Sixième gauche : Karim dit « Mégot »
- 2002 : La Vie devant nous

## Publicació
- La Niaque (teatre), Paris, Éditions de l'Amandier, 2010 ISBN 978-2-35516-134-6

## Reconeixements
- Nominat als 25a cerimònia dels Premis César al millor curtmetratge pel curtmetratge Rue Bleue,[7]
- Premi Pierre Kast al millor guió a la XXII edició de la Mostra de València per 17, Rue Bleue.[8]